# 江志銘
江志銘（1962年8月10日—），臺灣民主進步黨籍政治人物，曾任三屆臺北市議會議員，現為民進黨社會運動部主任。

## 生平
江志銘畢業於台北海洋技術學院海空物流與行銷系（學士）、淡江大學日本語文學系（碩士）。
江志銘在陳水扁總統任內，擔任其辦公室秘書。他以該身分首度參與選舉，在2006年臺北市議員選舉中競選第二選區（南港、內湖）市議員，但失利。陳水扁卸任後，他成為其對外發言人，並透過電視節目打開知名度。2009年3月，他表達有意參與2010年臺北市議員選舉。2010年6月，他在第二選區民進黨黨內初選中獲第一名。
2022年臺北市議員選舉中，江志銘在黨內初選中以第二名獲得提名，但連任失敗。
2024年2月16日，回歸黨職接掌社運部主任。

## 選舉紀錄
| 年度 | 選舉屆數               | 選舉區           | 所屬政黨   | 得票數 | 得票率 | 當選標記 | 備註 |
| ---- | ---------------------- | ---------------- | ---------- | ------ | ------ | -------- | ---- |
| 2006 | 第十屆臺北市議員選舉   | 臺北市第二選舉區 | 民主進步黨 | 13,482 | 7.63%  |          |      |
| 2010 | 第十一屆臺北市議員選舉 | 臺北市第二選舉區 | 民主進步黨 | 17,627 | 8.62%  |          |      |
| 2014 | 第十二屆臺北市議員選舉 | 臺北市第二選舉區 | 民主進步黨 | 14,592 | 6.66%  |          |      |
| 2018 | 第十三屆臺北市議員選舉 | 臺北市第二選舉區 | 民主進步黨 | 12,825 | 6.07%  |          |      |
| 2022 | 第十四屆臺北市議員選舉 | 臺北市第二選舉區 | 民主進步黨 | 9,767  | 4.74%  |          |      |

## 外部連結
- 江志銘 （页面存档备份，存于） 臺北市議會
- 江志銘的Facebook專頁